# Under svällande segel
Under svällande segel är en svensk svartvit film från 1952 i regi av Alexander Jute. I rollerna ses bland andra Michael Fant, John Elfström och Hjördis Petterson.

## Om filmen
Filmen spelades in mellan november 1950 och april 1951 i Täby, Göteborgs hamn, Dominica, St. Lucia, Trinidad och Tobago, Barbados och St. Pierre. Fotograf var Harry Lindberg, kompositör Yngve Sköld och klippare Ragnar Engström. Filmen premiärvisades den 3 mars 1952 på biograferna Göta och Saga i Göteborg.

## Handling
Filmen utspelar sig ombord på en båt som under månader seglar på haven.

## Rollista
- Michael Fant – Olle, befälselev/berättare
- John Elfström – tredje styrman/berättare
- Hjördis Petterson	– Märta, Olles mor
- Ragnar Arvedson – Joel, Olles far
- Lars Baecklund – kapten på s/v Sunbeam
- Erik Rubarth – förste styrman på s/v Sunbeam
- Sven Eliason – Jöns, elev på s/v Sunbeam, Olles rival
- Björn Rudling – Janne, en missanpassad elev på s/v Sunbeam

### Fotnoter
1. 1 2 3  ”Under svällande segel”. Svensk Filmdatabas. http://sfi.se/sv/svensk-filmdatabas/Item/?itemid=4352&type=MOVIE&iv=Basic&ref=/templates/SwedishFilmSearchResult.aspx?id%3d1225%26epslanguage%3dsv%26searchword%3dUnder+sv%C3%A4llande+segel%26type%3dMovieTitle%26match%3dBegin%26page%3d1%26prom%3dFalse. Läst 9 april 2013.